# Paul Doughty Bartlett
Paul Doughty Bartlett (14.8.1907 - 11.10.1997) là nhà hóa học người Mỹ, nổi tiếng về những đóng góp trong hóa học hữu cơ và đã đoạt giải Willard Gibbs năm 1963.

## Cuộc đời và Sự nghiệp
Paul D. Bartlett sinh tại Ann Arbor, Michigan và lớn lên ở Indianapolis. Ông đậu bằng cử nhân ở Amherst College năm 1928, sau đó vào học ở Đại học Harvard, đậu bằng tiến sĩ, dưới sự hướng dẫn của James Bryant Conant. Bartlett làm nghiên cứu sinh hậu tiến sĩ ở Viện Rockefeller 1 năm rồi làm trợ giáo 2 năm ở Đại học Minnesota.
Phần lớn sự nghiệp của ông là giảng dạy và nghiên cứu ở Đại học Harvard. Sau khi nghỉ hưu năm 1972, ông lại làm việc tiếp ở Đại học Ki tô giáo Texas.
Bartlett đã xuất bản khoảng 300 bài khảo cứu hóa học.

## Gia đình
Ông kết hôn với Mary Lula Court năm 1931. Họ có hai con gái và một con trai.

## Giải thưởng và Vinh dự
- Giải nhà toán học trẻ của Hội Hóa học Hoa Kỳ năm 1938
- Viện sĩ Viện Hàn lâm Khoa học quốc gia Hoa Kỳ từ 1947
- Huy chương vàng A. W. von Hoffmann của Hội Hóa học Đức 1962
- Giải Willard Gibbs 1963
- Huy chương Khoa học quốc gia Hoa Kỳ 1968
- Hội viên Hội Triết học Hoa Kỳ từ 1978
- Hội viên danh dự Hội Hóa học London từ 1969
- Hội viên danh dự Hội Hóa học Thụy Sĩ từ 1969
- Giải Hóa học Robert A. Welch 1981

## Tác phẩm
- 1932 (với J. B. Conant): A quantitative study of semicarbazone formation. J. Am. Chem. Soc.54:2881.
- 1936 (với S. Tarbell): A kinetic study of the addition of methyl hypobromite to stilbene J. Am Chem. Soc.58:466.
- 1939 (với L. H. Knox): Bicyclic structures prohibiting the Walden inversion. Replacement reactions in 1-substituted apocamphanes. J. Am. Chem. Soc.61:3184.
- 1942 (với M. J. Ryan & S. G. Cohen): Triptycene (9,10-o-benzenoanthracene). J. Am. Chem. Soc.64:2647.
- 1944 (với F. E. Condon & A. Schneider): Exchanges of halogen and hydrogen between organic halides and isoparaffins in the presence of aluminum halides. J. Am. Chem. Soc.66:1531.
- 1946 (với C. G. Swain): Rate constants of the steps in addition polymerization. Use of the rotating sector method on liquid vinyl acetate. J. Am. Chem. Soc.68:2381.
- 1950 (với S. G. Cohen, J. D. Cotman, Jr., N. Kornblum, J. R. Landry, & E. S. Lewis): The synthesis of 1-bromotriptycene. J. Am. Chem. Soc.72:1003.
- 1950 (với E. S. Lewis): Bicyclo structures prohibiting the Walden inversion. Further studies of triptycene and its derivatives, including 1-bromotriptycene. J. Am. Chem. Soc.72:1005.
- 1953 (với F. A. Tate): The polymerizatio of allyl compounds. VI. The

polymerization of Allyl-d2 acetate and the mechanism of its chain termination. J. Am. Chem. Soc.75:91.
- 1954 (với F. D. Greene): Triptycene 1-carboxylic acid and related compounds. The decomposition of ditriptycyl peroxide. J. Am. Chem. Soc.76:2349.
- 1960 (với T. G. Traylor): O18 tracer evidence of the termination mechanism in the autoxidation of cumene. Tetrahedron Lett.24:30.
- 1967 (với G. Guaraldi): Di-t-butyl trioxide and di-t-butyl tetroxide. J. Am. Chem. Soc.89:4799.
- 1970 (với R. Wheland): a-lactones from diphenylketene and di-t-butylketene. J. Am. Chem. Soc.92:6057.
- 1970 (với G. D. Mendenhall & A. P. Schaap): Competitive modes of reaction of singlet oxygen. Ann. N. Y. Acad. Sci.171:79.
- 1980 (với H.-K. Chu): Mechanism of the direct reaction of phosphite ozonide with olefins J. Org. Chem.45:3000.
- 1980 (với G. D. Mendenhall & D. L. Durham): Controlled generation of singlet oxygen at low temperatures from triphenyl phosphite ozonide. J. Org. Chem.45:4269.